# 5-Bromo-DMT
La 5-bromo-DMT (5-bromo-N,N-diméthyltryptamine) est un alcaloïde bromé présent dans les éponges Smenospongia aurea et Smenospongia echina, ainsi que dans Verongula rigida (0,00142 % du poids sec) avec la 5,6-dibromo-DMT (0,35 % du poids sec) et sept autres alcaloïdes,,, C'est le dérivé 5-bromo de la DMT (N,N-diméthyltryptamine), une molécule psychédélique présente dans de nombreux animaux et plantes.
La 5-bromo-DMT a une CE50 de 5,51 pour le récepteur 5-HT2A (en).
Des études sur les animaux ont montré que la 5-bromo-DMT produit des effets sédatifs et anti-dépresseurs et qu'elle cause une réduction significative de l'activité locomotrice chez les rongeurs.
Il a été signalé que la 5-bromo-DMT a des effets psychotropes à des doses comprises en 20 et 50 mg en vaporisation, avec des effets similaires à ceux des psychédéliques.